# 1 Dywizja Piechoty (powstanie listopadowe)
1 Dywizja Piechoty – polski związek taktyczny utworzony po wybuchu powstania listopadowego.

## Skład i obsada personalna

### Dowódcy dywizji
- gen. dyw. Jan Krukowiecki[1][2] – (do 28 lutego 1831)
- gen. bryg. Maciej Rybiński[2] – 28 lutego 1831 – 10 września 1831
- gen. bryg. Walenty Andrychewicz – 11 września 1831 – 28 września 1831
- gen. bryg. Paweł Muchowski – 28 września 1831 – 5 października 1831
- płk Franciszek Bobiński – (faktyczny dowódca 28 września 1831 – 5 października 1831)

### Struktura organizacyjna
23 stycznia – 26 kwietnia
- 1 brygada piechoty — generał brygady Antoni Giełgud[1][2], płk Antoni Wroniecki od 28 lutego do 26 marca 1831, płk Hieronim Ramorino[4].
  - 1 pułk piechoty liniowej (3 bataliony)
  - 5 pułk piechoty liniowej (3 bataliony)
- 2 brygada piechoty — generał brygady Kazimierz Małachowski[1][2], płk Walenty Zawadzki,
  - 2 pułk piechoty liniowej (3 bataliony)
  - 6 pułk piechoty liniowej (3 bataliony)

26 kwietnia – 5 (12) maja
- 1 brygada piechoty —  płk Hieronim Ramorino[4].
  - 1 pułk piechoty liniowej (3 bataliony)
  - 5 pułk piechoty liniowej (3 bataliony)
- 2 brygada piechoty — płk Paweł Muchowski, płk Franciszek Bobiński
  - 2 pułk piechoty liniowej (3 bataliony)
  - 12 pułk piechoty liniowej (2 bataliony)

Od 5 (12) maja
- 1 brygada piechoty – płk Franciszek Młokosiewicz, płk Jerzy Langerman, płk Jerzy Niewęgłowski
  - 1 pułk strzelców pieszych (4 bataliony)
  - 16 pułk piechoty liniowej (2 bataliony)
- 2 brygada piechoty — płk Paweł Muchowski, płk Franciszek Bobiński
  - 2 pułk piechoty liniowej (3 bataliony)
  - 12 pułk piechoty liniowej (2 bataliony)